# فریتس کورتنر
فریتس کورتنر (انگلیسی: Fritz Kortner؛ ۱۲ مهٔ ۱۸۹۲ – ۲۲ ژوئیهٔ ۱۹۷۰) یک هنرپیشه اهل آلمان بود.
از فیلم‌ها یا برنامه‌های تلویزیونی که وی در آن نقش داشته است می‌توان به یهودی ابدی اشاره کرد.